# ISO 4
ISO 4 è uno standard internazionale che definisce il sistema per le abbreviazioni presenti nelle pubblicazioni. L'ISSN International Centre, che l'ISO ha designato come autorità di registrazione per l'ISO 4, conserva la "List of Title Word Abbreviations", contenente abbreviazioni per le abbreviazioni più utilizzate.